# خونزاخ

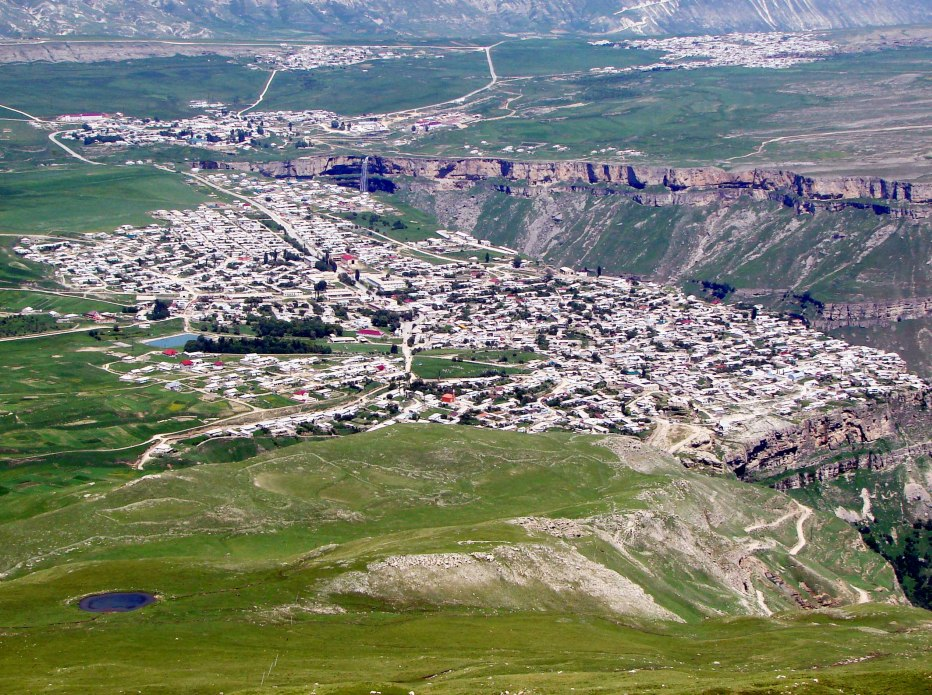
چشم اندازی از دهکدهٔ خونزاخ

خونزاخ (به روسی: Хунзах)، (آواری: Хунзахъ) دهکده‌ای است در جمهوری داغستان روسیه. این دهکده مرکز اداری شهرستان خونزاخ است. طبق آمار سال ۲۰۰۲ جمعیت این دهکده ۳۷۰۰ نفر است. ساکنان این دهکده از قومیت آوار هستند.

## تاریخچه
خونزاخ پایتخت خانات آوار بود. در سال ۱۸۳۷ توسط نیروهای روسی تصرف شد، در سال ۱۸۴۳ تحت کنترل شیخ شامل قرار گرفت، در سال ۱۸۵۹ دوباره توسط نیروهای روسی تصرف شد.
در ۱۸۶۴-۱۸۶۹ استحکامات نظامی ساخته شد. در ۱۸۶۴-۱۹۲۸ مرکز اداری ناحیه آوار بود.